# أنتوني نيو
أنتوني نيو (بالإنجليزية: Anthony New)‏ هو محامي وسياسي أمريكي، ولد في 1747 في مقاطعة غلوستر في الولايات المتحدة، وتوفي في 2 مارس 1833. انتخب عضو مجلس نواب الولايات المتحدة عن ولاية فرجينيا وانتخب عضو مجلس النواب الأمريكي.